# Tah

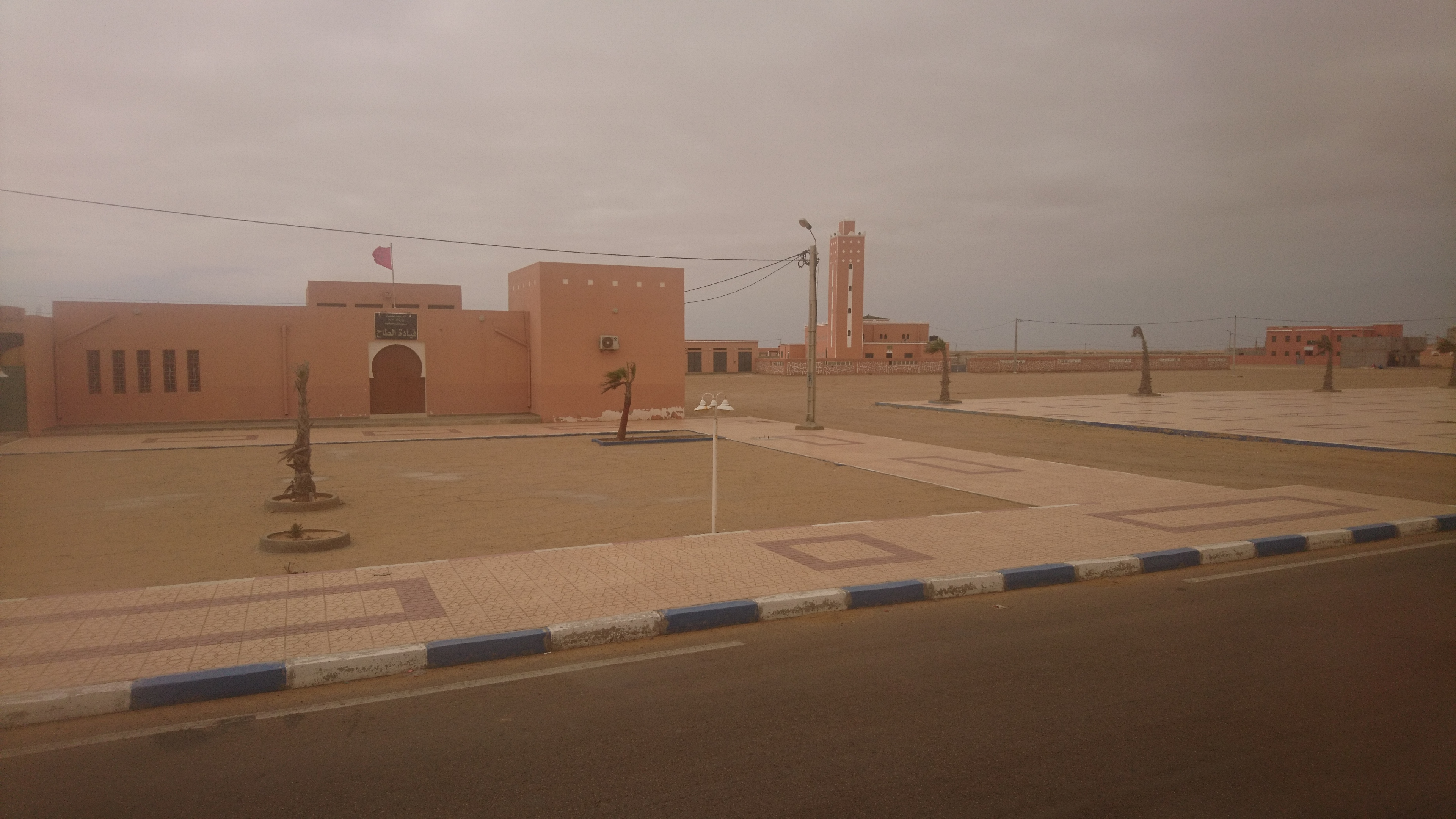
Tah en 2019.

Tah (àrab: طاح, Ṭāḥ; amazic estàndard marroquí: ⵟⴰⵄ, Ṭaℇ) és una localitat de la província de Tarfaya, a la regió de Laâyoune-Sakia El Hamra, al Marroc. Segons el cens de 2014 tenia una població total de 1.516 persones Es troba just al punt fronterer amb el Sàhara Occidental.